# Magyar Gyógypedagógusok Egyesülete
A Magyar Gyógypedagógusok Egyesülete 1972. február 12-én, Budapesten alakult. A MAGYE a fogyatékosságügy kérdéseivel átfogó módon foglalkozó, önálló nemzeti szervezet. Azzal a céllal alapították, hogy a fogyatékosságügyet és a gyógypedagógiát önálló, közhasznú szervezetként is lehessen képviselni. A szervezet fontos feladata, hogy elősegítse a fogyatékosságügy fejlődését, kutatását és tudományos tevékenységét. Jelenlegi Székhelye: 1071 Budapest, Damjanich u. 41-43.

## Kialakulása

### Előzmények
Dr. Göllesz Viktor, a budapesti Gyógypedagógiai Tanárképző Főiskola főigazgatója fogalmazta meg először az egyesület létrehozásának szükségességét, erre a kezdeményezésre indulhatott meg az előkészítő munka 1970 decemberében.
Dr. Göllesz Viktor, Illyés Gyuláné sz. dr. Kozmutza Flóra, Gordosné dr.Szabó Anna, dr. Méhes József és Sziklay Béla – a Népköztársaság 1970. évi 35. sz. törvényerejű rendeletére hivatkozva – Ilku Pál művelődésügyi miniszterhez fordultak azzal a kéréssel, hogy megkezdhessék az egyesület alappilléreinek lerakását. Indoklásként megemlítették, hogy nincsen olyan civil szervezet, amely a fogyatékosságügy kérdésével átfogó módon foglalkozik, valamint a decentralizáltan működő intézmények közötti szervezett kapcsolattartás nem tud megvalósulni. Továbbá a gyógypedagógiai és általában véve a fogyatékosságügy nincsen megfelelőképpen képviseltetve és mivel nem rendelkezik önálló szervezettel, nem tehet szert nemzetközi kapcsolatokra.
A művelődésügyi miniszter Dr. Göllesz Viktort bízta meg azzal a feladattal, hogy országos felmérést végezve intézményeknek küldjön tájékoztató leveleket és kérdőívet, amelyben jelezhetik, hogy kívánnak-e az egyesületbe önként belépni. Az összes megkeresett intézmény válaszolt a felhívásra, benne összesen 1594 gyógypedagógus aláírásával.
A művelődésügyi miniszter a Magyar Gyógypedagógusok Egyesületének megalakulását 1971 decemberében engedélyezte.

### A megalakulás
A MAGYE 1972. február 12-én tartotta alakuló közgyűlését Budapesten, a Gyógypedagógiai Tanárképző Főiskolán.

### Alapító tagok
- Dr. Göllesz Viktor
- Gordosné dr. Szabó Anna
- Dr. Méhes József
- Révay György
- Sziklay Béla
- Szentmártoni László

### Díszelnökség
- Dr. Gosztonyi János, művelődésügyi miniszterhelyettes,
- Dr. Füle Sándor, a Művelődésügyi Minisztérium Pedagógusképző Osztályának helyettes vezetője,
- László József, a Művelődésügyi Minisztérium Gyermek- és Ifjúságvédelmi Osztályának vezetője,
- Dr. Mezei Gyula, a Fővárosi Tanács VB. Oktatási Főosztályának vezetője,
- Dr. Kaján László, a Fővárosi Pedagógiai Intézet igazgatója,
- Dr. Józsa András, a Pedagógusok Szakszervezete Központi Vezetőségének osztályvezetője.

Az Alakuló Közgyűlés elnöke – a jelenlévők egyhangú szavazata alapján – Illyésné dr. Kozmutza Flóra.
Az Alakuló Közgyűlés a Dr. Göllesz Viktor által előterjesztett Alapszabály-tervezetet megvitatta és elfogadta.
Az Alakuló Közgyűlés titkos szavazással 21 tagú Elnökséget és 3 tagú Számvizsgáló Bizottságot választott.

### Jelölő Bizottság
Hetényi Kornél vezetésével a tagok: Dr. Csocsán Lászlóné és Tóth Lászlóné.

### Szavazatszámláló Bizottság
- elnök: Subosits István
- tagok: Andreánszky Orsolya és Markovitsné Cserményi Emőke

### A megválasztott Elnökség
Angyal József, Dr. Csányi Yvonne, Dr. Dobos László, Gordosné dr. Szabó Anna, Dr. Göllesz Viktor, Horányi Magdolna, Illyés Gyuláné, Dr. Kanizsai Dezső, Kiszler József, Maitz János, Dr. Mezeiné Isépy Mária, Dr. Méhes József, Mészáros Jenő, Nagymajtényi László, Pataki László, Révay György, Seper Jenő, Solti Gyuláné, Szentmártoni László, Sziklay Béla, Tóth Lajos

### A megválasztott Titkárság
- Az Egyesület elnöke: Angyal József
- Főtitkár: Sziklay Béla
- Titkárok: Dr. Csányi Yvonne és Dr. Dobos László
- Sajtófőszerkesztő: Gordosné dr. Szabó Anna
- Gazdasági felelős: Seper Jenő
- Jegyző: Horányi Magdolna
- A Logopédiai Szekció vezetője: Dr. Kanizsai Dezső
- Az Értelmifogyatékosság-ügyi szekció vezetője: Tóth Lajos
- A Látásfogyatékosság-ügyi Szekció vezetője: Dr. Méhes József
- A Hallásfogyatékosság-ügyi Szekció vezetője: Nagymajtényi László.

## Az alapszabály főbb gondolatai

### Az egyesület célja, feladata
Elősegítse a fogyatékosságügy fejlődését, a kutatás és tudományos tevékenységét például a fogyatékos személyek társadalmi integrációjának, nevelésének, a prevenció lehetőségeinek és társadalmi rehabilitációjának terén. Kapcsolatot tart fenn a hazai és nemzetközi szervezetekkel, pályázatokat hirdet és segíti a szakemberek tevékenységét.

### Közhasznúság
Az Egyesület tevékenységét közhasznú szervezetként folytatja és az alábbi feladatokat látja el:
- egészségmegőrzés, betegségmegelőzés, gyógyító-, egészségügyi rehabilitációs tevékenység,
- szociális tevékenység, családsegítés, időskorúak gondozása,
- tudományos tevékenység, kutatás,
- nevelés, oktatás, képességfejlesztés, ismeretterjesztés,
- hátrányos helyzetű csoportok társadalmi esélyegyenlőségének elősegítése,
- sport, a munkaviszonyban és a polgári jogi jogviszony keretében megbízás alapján folytatott sporttevékenység kivételével,
- emberi és állampolgári jogok védelme
- euroatlanti integráció elősegítése.

Közhasznú szervezetként nem zárja ki, hogy a tagjain kívül más is részesülhessen a szolgáltatásaiból.

### Az Egyesület tagsága
Az Egyesület tagja az a magyar állampolgárságú (illetőleg magyar nemzetiségű nem magyar
állampolgárságú) személy lehet, aki elfogadja az alapszabályban foglaltakat. Az Elnökség a tagokról
naprakész nyilvántartást vezet.
Pártoló tag lehet minden, az egyesület munkáját - ezen keresztül a fogyatékosságügyet - támogató
természetes és jogi személy, ha erre nézve kifejezi készségét és az Egyesület alapszabályát,
elfogadja, valamint erkölcsileg és anyagilag támogatja az Egyesület működését.
Ifjúsági tag az a felsőoktatásban részt vevő hallgató lehet, aki
- a) elfogadja az Egyesület alapszabályát,
- b) belépési nyilatkozatában vállalja, hogy tevékenyen részt vesz az Egyesület munkájában,

Tiszteletbeli tag az a magyar vagy külföldi állampolgár lehet, aki
- a) köztiszteletnek örvend,
- b) a gyógypedagógia vagy a társtudományok területén kimagasló elméleti vagy gyakorlati tevékenységet végzett, vagy kiemelkedő tudományos tevékenysége folytán erre rászolgált.

### A Közgyűlés
Az egyesület legfőbb szerve, amely a tagságot érintő minden kérdésben dönthet.

### Az elnökség
A Közgyűlés által 5 évre választott szerv, amely az alapszabály és a Közgyűlés határozatainak végrehajtásáról gondoskodik. Azon kérdésekben dönthet, amelyek nem tartoznak a Közgyűlés kizárólagos hatásköre alá. Az Elnökség 23 tagból áll, és saját tagjai közül választja meg 5 évre a Titkárság tagjait. Feladatai közé tartozik a díjak, emlékérmek odaítélése és elfogadása.
Összesen 10 szakosztály tartozik hozzá:   
- Autizmus Szakosztály,
- Értelmileg akadályozottak pedagógiája Szakosztály,
- Hallássérültek pedagógiája Szakosztály,
- Látássérültek pedagógiája Szakosztály,
- Logopédia Szakosztály,
- Szomatopedagógia Szakosztály,
- Pszichopedagógia Szakosztály,
- Tanulásban akadályozottak pedagógiája Szakosztály,
- Korai fejlesztési,- Iskola-egészségügyi Szakosztály,
- Felnőtt fogyatékosságügyi Szakosztály.

Üléseit legalább 6 havonta egyszer tartja, amelyek nyilvánosak, de bizonyos esetekben zárt is lehet.

### Titkárság
Az Elnökség által 5 évre választott 8 fős szerv, amely az Egyesület ügyvitellel kapcsolatos teendőit látja el, és a határozatok végrehajtását biztosítja. Valamint a külföldi kapcsolatokat és a Gyógypedagógiai Szemle működését is ő segíti elő.
A Titkárság tagjai:
- az Egyesület elnöke,
- az alelnök,
- a főtitkár,
- általános titkár,
- gazdasági titkár,
- külföldi kapcsolatok titkára,
- a Gyógypedagógiai Szemle főszerkesztője,
- a jegyző.

Ülését legalább negyedévente tartja.
Ezt az alapszabályt – mely egységes szerkezetben készült a módosítások kiemelésével – a 2010. december 10-én tartott közgyűlés megtárgyalta és egybehangzóan elfogadta.

## Munkásság, jelenlegi állapota
a) együttműködik minden állami, társadalmi és gazdálkodó szervezettel, más egyesülettel és szövetséggel céljainak megvalósítása érdekében,
b) figyelemmel kíséri a gyógypedagógiát érintő szakmai és oktatáspolitikai célkitűzéseket, azokkal kapcsolatban véleményt nyilvánít, javaslatokat tesz,
c) lehetőségei szerint kapcsolatba lép és együttműködik a gyógypedagógusok nemzeti és nemzetközi szervezeteivel, különös tekintettel az Európai Unió tagországaira, az euroatlanti integráció elősegítésére;
d) fórumokat szervez szakmai-tudományos kérdések megvitatására, állásfoglalás kialakítására; szakmai továbbképzéseket szervez
g) szakmai-etikai bizottságot hoz létre,
h) fellép a fogyatékos gyermekek, tanulók, fiatalok és felnőttek, az emberi és állampolgári jogok védelmében
i) magas színvonalú szakmai-tudományos tevékenység elismeréseként kitüntetést adományoz.
(Alapszabály 2010. december)

### Legutóbbi konferencia
MAGYE XLII. Országos Szakmai Konferencia - 2014. június 19-21. Szeged 

(Témája: Fogyatékosságügy - rehabilitáció - szociális megsegítés)

### Kiadványok
- 10 éves a Magyar Gyógypedagógusok Egyesülete (1983.)
- Bánfalvy Cs. - Szauder E. - Zászkaliczky P. : Gyógypedagógus-történetek (2004.)
- Értelmi fogyatékos gyermekek testi fejlődése (2007.)
- Bánfalvy Cs. - Takács I. - Zászkaliczky P. : Újabb gyógypedagógus-történetek (2010.)
- Gyógypedagógiai Szemle[2]

### Kitüntetések
- Bárczi Gusztáv Díszoklevél
- Emlékplakett az egyesület alapító tagjainak
- MAGYE - SZOCIÁLIS MUNKÁÉRT ÉREM
- MAGYE - EGYESÜLETI MUNKÁÉRT ÉREM
- MAGYE - BÁRCZI GUSZTÁV EMLÉKÉREM